# Кубок Карьяла 2014
Кубок Карьяла 2014 прошёл с 6 по 9 ноября 2014 года в городе Хельсинки в Финляндии. Он являлся частью хоккейного Евротура 2014/2015. Победителем турнира стала Швеция.
Выставочный матч Швеция — Россия был сыгран в городе Лександ в Швеции.

## Место проведения
Кубок Карьяла прошёл на Хартвалл Арене в Хельсинки.

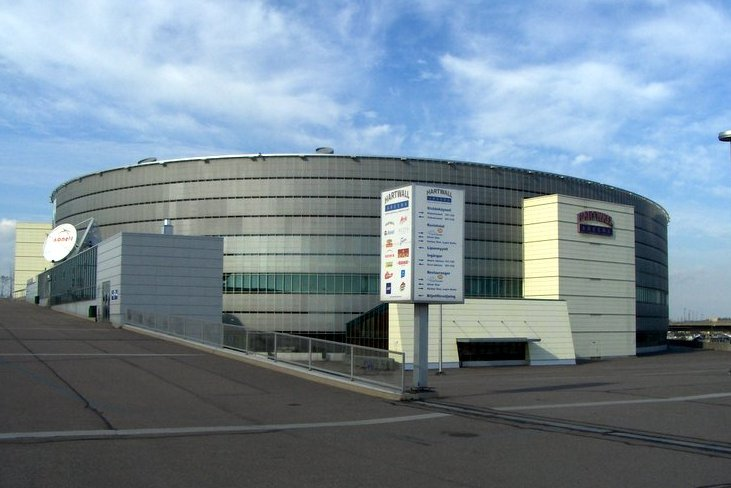
Хартвалл Арена.

Вынесенный матч прошёл на Тегера Арене в Лександе в Швеции.

## Составы сборных
Сборная России 
Вратари: Станислав Галимов (ЦСКА), Илья Сорокин («Металлург» Нк), Василий Кошечкин («Металлург» Мг);
Защитники: Никита Зайцев, Богдан Киселевич (оба — ЦСКА), Евгений Медведев («Ак Барс»), Виктор Антипин («Металлург» Мг), Андрей Миронов («Динамо» М), Никита Пивцакин («Авангард»), Роман Рукавишников («Атлант»), Максим Чудинов (СКА);
Нападающие: Егор Аверин, Даниил Апальков (оба — «Локомотив»), Павел Бучневич («Северсталь»), Илья Зубов («Адмирал»), Николай Жердев, Денис Кокарев (оба — «Динамо» М), Сергей Калинин («Авангард»), Илья Ковальчук, Артемий Панарин (оба — СКА), Владислав Каменев, Ярослав Косов (оба — «Металлург» Мг), Кирилл Петров («Ак Барс»), Сергей Андронов, Александр Радулов (оба — ЦСКА), Антон Слепышев («Салават Юлаев»), Сергей Шмелев («Атлант»).
Сборная Финляндии 
Вратари: Атте Энгрен («Атлант», Россия), Юха Метсола («Таппара»);
Защитники: Юусо Хиетанен («Торпедо», Россия), Томми Кивисте («Илвес»), Вилле Койстинен («Давос», Швейцария), Микко Коуса («Лукко»), Лассе Кукконен («Кярпят»), Вилле Лаюнен, Атте Охтамаа (оба — «Йокерит»), Эса Линделл («Эссят»), Туукка Мянтюля («Таппара»), Кристиан Някювя («Лулео», Швеция);
Нападающие: Илари Фильппула («Лугано», Швейцария), Теему Хартикайнен («Салават Юлаев», Россия), Юка-Пекка Хютенен («Лозанна», Швейцария), Яркко Иммонен («Торпедо», Россия), Юлиус Юнттила, Йоонас Кемппайнен (оба — «Кярпят»), Туомас Киискинен («Вексьо», Швеция), Оскар Осала («Металлург», Магнитогорск, Россия), Олли Палола («Таппара»), Янне Песонен («Ак Барс», Россия), Леннарт Петрелл («Лулео», Швеция), Антти Пильстрем («Салават Юлаев», Россия), Сакари Салминен («Торпедо», Россия), Яни Туппурайнен (ЮИП), Петтери Виртанен («Фрибург», Швейцария).
Сборная Чехии 
Вратари: Павел Францоуз («Литвинов»), Шимон Грубец («Тршинец»);
Защитники: Петр Заморски («Эспоо»), Якуб Крейчик («Эребру»), Ондржей Витасек («Либерец»), Богумил Янк, Мартин Планек (оба — «Градец Кралове»), Войтех Мозик («Пльзень»), Владимир Рот, Милан Доудера (оба — «Тршинец»), Адам Полашек («Спарта»), Михал Кемпни («Брно»);
Нападающие: Радек Смоленяк (ТПС), Михал Бирнер, Томаш Кубалик (КалПа), Петр Пол («Айсбэрен»), Ондржей Роман, Владимир Свачина (оба — «Витковице»), Томаш Филиппи, Якуб Валски (оба — «Либерец»), Даниэль Пржибыл («Спарта»), Лукаш Радил, Томаш Зогорна («Пардубице»), Якуб Орсава («Тршинец»), Якуб Лев, Доминик Симон («Пльзень»), Петр Холик («Злин»).
Сборная Швеции 
Вратари: Хенрик Карлссон («Йокерит»), Андерс Нильссон («Ак Барс»);
Защитники: Никлас Андерсен («Брюнес»), Никлас Бурстрем («Шеллефтео»), Юхан Франссон («Рапперсвиль»), Патрик Херсли («Сибирь»), Даниэль Рахими («Линчепинг»), Александр Урбом («Северсталь»);
Нападающие: Дик Аксельссон, Маркус Паульссон (оба — «Давос»), Тед Бритхен («ХВ-71»), Никлас Даниэльссон («Рапперсвиль»), Андреас Энгквист («Атлант»), Джимми Эрикссон (СКА), Маттиас Янмарк-Нюлен, Джоэль Лундквист (оба — «Фрелунда»), Линус Класен («Лугано»), Андре Петерссон (ХК «Сочи»), Андрес Турессон («Сибирь»), Давид Улльстрем («Северсталь»), Оскар Мёллер («Ак Барс»), Том Ванделль («Авангард»).

## Турнирная таблица
|  | Сборная победитель Кубка Карьяла 2014 |

| Сборная   | И | В | ВО | ВБ | ПБ | ПО | П | ШЗ | ШП | О |
| --------- | - | - | -- | -- | -- | -- | - | -- | -- | - |
| Швеция    | 3 | 1 | 0  | 2  | 0  | 0  | 0 | 12 | 7  | 7 |
| Финляндия | 3 | 2 | 0  | 0  | 0  | 0  | 1 | 8  | 6  | 6 |
| Россия    | 3 | 1 | 0  | 0  | 1  | 0  | 1 | 10 | 13 | 4 |
| Чехия     | 3 | 0 | 0  | 0  | 1  | 0  | 2 | 6  | 10 | 1 |

## Матчи турнира
Швеция — Россия 5 : 4 Б
| 6 ноября 2014 | Швеция | 5 : 4 Б (2:0, 1:3, 1:1) | Россия | Тегера Арена Лександ Зрителей: 6634 |

| Отчёт | Отчёт                                                 | Отчёт | Отчёт                             | Отчёт                          |
| --- | ----------------------------------------------------- | --- | --------------------------------- | ------------------------------ |
| |                                                       | |                                   |                                |
| | Андерс Нильссон (00:00 - 65:00)                       | Вратари | Станислав Галимов (00:00 - 65:00) | Судьи: Ян Грибик , Павел Годек |
| | Голы:                                                 | |                                   | Судьи: Ян Грибик , Павел Годек |
| Херсли (Никлас Даниэльссон, Класен) 1'(бол.) Энгквист (Бритен) 13'(мен.) Улльстрем(Урбом) 37' Ванделль (Франссон) 46'(бол.) Петерсен 65' ПБ | 1 : 0 2 : 0 2 : 1 2 : 2 2 : 3 3 : 3 4 : 3 4 : 4 5 : 4 | Дмитрий Кугрышев (Антон Слепышев) 31' Денис Кокарев (Илья Зубов) 32' Александр Радулов (Илья Зубов) 35'(бол.) Антон Слепышев (Дмитрий Кугрышев) 46' |                                   | Судьи: Ян Грибик , Павел Годек |
| |                                                       | |                                   | Судьи: Ян Грибик , Павел Годек |
| |                                                       | |                                   | Судьи: Ян Грибик , Павел Годек |
| |                                                       | |                                   | Судьи: Ян Грибик , Павел Годек |
| 16 мин | Штраф                                                 | 10 мин |                                   | Судьи: Ян Грибик , Павел Годек |
| |                                                       | |                                   |                                |
| | 33                                                    | Броски | 29                                |                                |

Финляндия — Чехия 2 : 1
| 6 ноября 2014 | Финляндия | 2 : 1 (1:0, 1:1, 0:0) | Чехия | Хартвалл Арена Хельсинки Зрителей: 7026 |

| Отчёт                                                         | Отчёт                        | Отчёт                           | Отчёт                          | Отчёт                            |
| ------------------------------------------------------------- | ---------------------------- | ------------------------------- | ------------------------------ | -------------------------------- |
|                                                               |                              |                                 |                                |                                  |
|                                                               | Юха Метсола ( 00:00 - 60:00) | Вратари                         | Павел Францоуз (00:00 - 58:49) | Судьи: Тобиас Бьёрк, Линус Элунд |
|                                                               | Голы:                        |                                 |                                | Судьи: Тобиас Бьёрк, Линус Элунд |
| Иммонен (Песонен, Койстинен) 16' Палола (Филппула, Коуса) 31' | 1 : 0 1 : 1 2 : 1            | Смоленяк (Кубалик, Свачина) 26' |                                | Судьи: Тобиас Бьёрк, Линус Элунд |
|                                                               |                              |                                 |                                | Судьи: Тобиас Бьёрк, Линус Элунд |
|                                                               |                              |                                 |                                | Судьи: Тобиас Бьёрк, Линус Элунд |
|                                                               |                              |                                 |                                | Судьи: Тобиас Бьёрк, Линус Элунд |
| 4 мин                                                         | Штраф                        | 10 мин                          |                                | Судьи: Тобиас Бьёрк, Линус Элунд |
|                                                               |                              |                                 |                                |                                  |
|                                                               | 23                           | Броски                          | 29                             |                                  |

Финляндия — Россия 6 : 2
| 6 ноября 2014 | Финляндия | 6 : 2 (1:1, 4:1, 1:0) | Россия | Хартвалл Арена Хельсинки Зрителей: 11 781 |

| Отчёт | Отчёт                                           | Отчёт                                                                                             | Отчёт                            | Отчёт                            |
| --- | ----------------------------------------------- | ------------------------------------------------------------------------------------------------- | -------------------------------- | -------------------------------- |
| |                                                 |                                                                                                   |                                  |                                  |
| | Атте Энгрен ( 00:00 - 60:00)                    | Вратари                                                                                           | Василий Кошечкин (00:00 - 60:00) | Судьи: Тобиас Бьёрк, Линус Элунд |
| | Голы:                                           |                                                                                                   |                                  | Судьи: Тобиас Бьёрк, Линус Элунд |
| Иммонен (Хиетанен, Койстинен) 20' Песонен (Иммонен) 24' Линделль (Петрелль) 29' Нюкювя (Хартикайнен, Охтамаа) 31' Осала (Кивистё, Филппула) 32' Хартикайнен (Хютёнен, Охтамаа) 52' | 0 : 1 1 : 1 1 : 2 2 : 2 3 : 2 4 : 2 5 : 2 6 : 2 | Артемий Панарин (Егор Аверин, Илья Ковальчук) Денис Кокарев (Евгений Медведев, Александр Радулов) |                                  | Судьи: Тобиас Бьёрк, Линус Элунд |
| |                                                 |                                                                                                   |                                  | Судьи: Тобиас Бьёрк, Линус Элунд |
| |                                                 |                                                                                                   |                                  | Судьи: Тобиас Бьёрк, Линус Элунд |
| |                                                 |                                                                                                   |                                  | Судьи: Тобиас Бьёрк, Линус Элунд |
| 8 мин | Штраф                                           | 6 мин                                                                                             |                                  | Судьи: Тобиас Бьёрк, Линус Элунд |
| |                                                 |                                                                                                   |                                  |                                  |
| | 25                                              | Броски                                                                                            | 30                               |                                  |

Швеция — Чехия 4 : 3 Б
| 8 ноября 2014 | Швеция | 4 : 3 Б (0:0, 3:3, 0:0) | Чехия | Хартвалл Арена Хельсинки Зрителей: 2994 |

| Отчёт                                                                                         | Отчёт                                     | Отчёт                                                                     | Отчёт                        | Отчёт                                  |
| --------------------------------------------------------------------------------------------- | ----------------------------------------- | ------------------------------------------------------------------------- | ---------------------------- | -------------------------------------- |
|                                                                                               |                                           |                                                                           |                              |                                        |
|                                                                                               | Андерс Нильссон ( 00:00 - 65:00)          | Вратари                                                                   | Шимон Грубец (00:00 - 65:00) | Судьи: Микко Каукокари, Алекси Рантала |
|                                                                                               | Голы:                                     |                                                                           |                              | Судьи: Микко Каукокари, Алекси Рантала |
| Эрикссон (Херсли) 21' Эрикссон (Паульссон) 31' Петерссон (Класен, Франссон) 40' Класен ПБ 65' | 1 : 0 2 : 0 2 : 1 2 : 2 2 : 3 3 : 3 4 : 3 | Филиппи (Кубалик) 23' Заморски (Свачина) 34' Смоленяк (Радил, Бирнер) 39' |                              | Судьи: Микко Каукокари, Алекси Рантала |
|                                                                                               |                                           |                                                                           |                              | Судьи: Микко Каукокари, Алекси Рантала |
|                                                                                               |                                           |                                                                           |                              | Судьи: Микко Каукокари, Алекси Рантала |
|                                                                                               |                                           |                                                                           |                              | Судьи: Микко Каукокари, Алекси Рантала |
| 8 мин                                                                                         | Штраф                                     | 8 мин                                                                     |                              | Судьи: Микко Каукокари, Алекси Рантала |
|                                                                                               |                                           |                                                                           |                              |                                        |
|                                                                                               | 22                                        | Броски                                                                    | 28                           |                                        |

Чехия — Россия 2 : 4
| 6 ноября 2014 | Чехия | 2 : 4 (0:3, 1:0, 1:1) | Россия | Хартвалл Арена Хельсинки Зрителей: 3729 |

| Отчёт                                  | Отчёт                               | Отчёт | Отчёт                        | Отчёт                             |
| -------------------------------------- | ----------------------------------- | --- | ---------------------------- | --------------------------------- |
|                                        |                                     | |                              |                                   |
|                                        | Павел Францоуз (00:00 - 60:00)      | Вратари | Илья Сорокин (00:00 - 60:00) | Судьи: Антти Боман, Ансси Салонен |
|                                        | Голы:                               | |                              | Судьи: Антти Боман, Ансси Салонен |
| Роман (Свачина) 44' Холик (Бирнер) 58' | 0 : 1 0 : 2 0 : 3 1 : 3 1 : 4 2 : 4 | Артемий Панарин (Илья Ковальчук) 1' Егор Аверин (Андрей Миронов, Илья Ковальчук) 10' Артемий Панарин (Илья Ковальчук, Егор Аверин) 18' Александр Радулов, (Евгений Медведев, Егор Аверин) 56' |                              | Судьи: Антти Боман, Ансси Салонен |
|                                        |                                     | |                              | Судьи: Антти Боман, Ансси Салонен |
|                                        |                                     | |                              | Судьи: Антти Боман, Ансси Салонен |
|                                        |                                     | |                              | Судьи: Антти Боман, Ансси Салонен |
| 26 мин                                 | Штраф                               | 22 мин |                              | Судьи: Антти Боман, Ансси Салонен |
|                                        |                                     | |                              |                                   |
|                                        | 28                                  | Броски | 25                           |                                   |

Швеция — Финляндия 3 : 0
| 8 ноября 2014 | Швеция | 3 : 0 (1:0, 2:0, 0:0) | Финляндия | Хартвалл Арена Хельсинки Зрителей: 11 563 |

| Отчёт                                                                              | Отчёт                          | Отчёт   | Отчёт                       | Отчёт                  |
| ---------------------------------------------------------------------------------- | ------------------------------ | ------- | --------------------------- | ---------------------- |
|                                                                                    |                                |         |                             |                        |
|                                                                                    | Хенрик Карлссон(00:00 - 60:00) | Вратари | Атте Энгрен (00:00 - 60:00) | Судьи: Оленин, Раводин |
|                                                                                    | Голы:                          |         |                             | Судьи: Оленин, Раводин |
| Класен (Франссон) 18' Аксельссон (Эрикссон, Турессон) 24' Херсли (Риддервалль) 29' | 1 : 0 2 : 0 3 : 0              |         |                             | Судьи: Оленин, Раводин |
|                                                                                    |                                |         |                             | Судьи: Оленин, Раводин |
|                                                                                    |                                |         |                             | Судьи: Оленин, Раводин |
|                                                                                    |                                |         |                             | Судьи: Оленин, Раводин |
| 12 мин                                                                             | Штраф                          | 8 мин   |                             | Судьи: Оленин, Раводин |
|                                                                                    |                                |         |                             |                        |
|                                                                                    | 21                             | Броски  | 39                          |                        |

## Статистика игроков
Лучшим вратарём Кубка Карьяла стал игрок сборной Швеции Хенрик Карлссон, сыгравший на турнире 1 матч, в котором отразил все 39 бросков по своим воротам. Коэффициент надёжности голкипера Сборной Швеции составляет 100 %.
Лучшим защитником турнира стал игрок сборной Финляндии Атте Охтамаа, набравший 2 (2+0) очков в 3 матчах.
Лучшим бомбардиром Кубка Карьяла стал игрок сборной Швеции Линус Класен, набравший в 3 матчах 5 (2+3) очка.
Лучшим снайпером Кубка Карьяла стал игрок сборной России Артемий Панарин, забивший в 2 матчах 3 шайбы.

## Индивидуальные награды
Лучшие игроки:
| Позиция    | Игрок           | Команда   |
| ---------- | --------------- | --------- |
| Вратарь    | Хенрик Карлссон | Швеция    |
| Защитник   | Атте Охтамаа    | Финляндия |
| Нападающий | Линус Класен    | Швеция    |